# Tonometrie
Tonometrie je vyšetřovací metoda, kterou se měří nitrooční tlak.
Měření nitroočního tlaku patří k základním vyšetřením u očního lékaře. Nitrooční tlak nás zajímá proto, že při jeho zvýšení dochází k utlačování vláken zrakového nervu zejména v místě, kam se nervová vlákna sbíhají z celé sítnice. Působením vysokého nitroočního tlaku nervová vlákna postupně odumírají, což se projeví poruchou vidění, kterou nazýváme Glaukom neboli zelený zákal.
Jenomže ve skutečnosti žádným zákalem není neboť to, co ho způsobuje, je již několikrát zmiňovaný nitrooční tlak, který je nad optimálními hodnotami a který tedy utlačuje vlákna zrakového nervu.
Glaukom tedy je tedy chronické progresivní degenerativní onemocnění optického nervu neboli zrakového, který spojuje oko s mozkem, a jeho nervových vláken, projevující se jejich postupným odmíráním a úbytkem zorného pole, což je část prostoru pozorovatelná při pohledu oběma očima společně, z periferie do centra, postupně vedoucí k oslepnutí.

## Typy tonometrie

### Impresní tonometrie
Před vyšetřením impresní tonometrií se nakape místní anestetikum do obou očí, což může způsobit chvilkové pálení. Dříve byla oblíbenou metodou a prováděla se například pomocí Schiotzového impresního tonometru.
Průběh měření nitroočního tlaku touto metodou probíhá následovně. Na znecitlivěné oko se přiloží tonometr a sleduje se, o kolik milimetrů oploští rohovku tlak definovaného závažíčka na jejím středu.
Měření je zkreslené působením váhy celého přístroje na oko.

### Aplanační tonometrie
Před vyšetřením aplanační tonometrií se nakape do očí místní anestetikum smíchané s fluoresceinovou barvičkou, což může způsobit přechodné pálení.
Tato metoda měření nitroočního tlaku je velmi přesná. Provádí se pomocí Goldmannova aplanačního tonometru. Ten je buď součástí štěrbinové lampy, která patří k běžnému vybavení oční ordinace, anebo přenosný k použití u nepohyblivých pacientů. V průběhu vyšetření jsou znecitlivěny rohovky.
Čelo a brada jsou opřeny před štěrbinovou lampou se speciálním nástavcem. Lékař zkouší, jakou silou musí na rohovku působit, aby dosáhl definovaného oploštění. Pacient díky anestetiku nic necítí.

### Bezkontaktní tonometrie
Dnes je nejčastější vyšetřovací metodou.
Provádí se pomocí bezkontaktního tonometru. Prudké fouknutí vzduchu oploští rohovku. Přitom platí, že čím je nitrooční tlak vyšší, tím hůř lze rohovku oploštit. Je metodou velmi vhodnou ve screeningu.
Při bezkontaktní tonometrii si pacient odloží brýle, opře hlavu o bradu, čelo před tonometr. Dále je požádán, aby sledoval barevný bod. Pak pacientovi přístroj třikrát foukne do jednoho a do druhého oka. Podle rychlosti vzduchu, který se odrazí zpět, se vypočítá tlak uvnitř oka.

### Dynamická konturní tonometrie
Vývojově nejnovějším typem je Pascalův dynamický konturní tonometr, který je založený na zcela jiném principu než tonometry používané do doby jeho sestrojení.
Měřící hlavice přístroje má konkávní neboli vydutý tvar obdobně jako zevní plocha rohovky. Při kontaktu měřící hlavice s povrchem rohovky je rohovka jen minimálně deformována. Zaujímá tvar kopírující konkávní plochu měřící hlavice. Přístroj je možno připevnit prakticky na kteroukoliv dostupnou štěrbinovou lampu. Rohovka pacienta je znecitlivěna anestetikem.
Přístroj se přiblíží k pacientovi tak, aby se hlavice dotýkala jeho rohovky. Po kontaktu je nitrooční tlak měřen automaticky. Přístroj registruje 100 měření za sekundu. Získaná data jsou vyhodnocována mikroprocesorem. Měřit by se mělo po dobu 3 sekund. Po skončení je na displej zobrazena hodnota nitroočního tlaku.
Významnou výhodou této metody je, že není ovlivněna vlastnostmi rohovky.

### Inteligentní kontaktní čočka
Nitrooční tlak však lze vyšetřit dále pomocí inteligentní kontaktní čočky
Předchozí zmiňované metody nejsou zdaleka tak přesné, jako tato nejnovější. Je to dáno tím, že tlak v oku se během dne může výrazně měnit.
Nyní stačí do oka na čtyřiadvacet hodin aplikovat inteligentní kontaktní čočku, která má název Sensimed. vyvinula ji mezinárodní společnost STMicroelectronic. Zákrok je bezbolestný. Provede jej oční lékař. Čočka registruje měnící se hodnoty tlaku v oku po celých čtyřiadvacet hodin. Technické zařízení napojené na přijímač, který pacient celých 24 hodin nosí při sobě, tyto hodnoty zaznamenává. Podaří se tak nejen rychle a přesně zjistit, zda jde o glaukom, ale nakolik je nebezpečný.
Tato inteligentní čočka byla testována a schválena ve Švýcarsku a Německu. Testy nicméně pokračují. Na evropských trzích se objevila teprve začátkem roku 2011.